# 波動 (オカルト)
波動（はどう、英: vibration）は、サイエンス・フィクション (SF)、伝統・代替医療、オカルト、疑似科学のラジオニクスなどで使われる生命力エネルギーの概念のことである。多くは、世界は単なる物質と、それと等価の既知なるエネルギーの態様のみではなく、何らかの未知なるエネルギーの態様が存在していると捉えている。

## 概略
SF における波動は、人類には未知の、原子力を超えたテクノロジーを表す場合が多い（波動砲を参照）。
オカルトや代替医療における波動は、英語の Vibration の訳語であり、日本語では「振動」と翻訳すべきところを、科学的な表現である「波動」や「エネルギー」などと訳されている。肯定的に評価しても仮説であり、疑似科学であると批判されることもある。波動という用語から、科学的・物理学的な裏付けがあるように考えられがちだが、物理学での波動 (wave)とは異なる。
「波動」という言葉は、代替医療を標榜する悪徳商法でも使われることも少なからずある。

## 近代まで
古来、洋の東西において、目に見えない力やエネルギー、微細な物質（質料）についての素朴な諸観念が形成されてきた。そして多くの文化圏において、これらを生命力と結びつけて考える生気論的世界観の伝統が見られる。たとえばよく知られているものとしては中国における気であり、インドにおけるプラーナであり、ストア派などの古代哲学やガレノス医学におけるプネウマである。近現代の西欧では、こうした前近代的な諸観念は、機械論的世界観の登場と自然科学の進展とともに科学の表舞台から去って行き、近代オカルティズムの中の概念として生き残ることとなった。たとえばアリストテレスの『天体論』において星界の元素とされたエーテルの概念は、中世から近世までのヨーロッパの宇宙観に受け継がれたが、今日これは「エーテル体」や「アストラルライト」などのオカルト用語にその名残りを見ることができる。（19世紀までの近代物理学でも、電磁波を伝えるとされた媒質が「エーテル」と呼ばれたが、その存在がなくても現象を説明できるため今日では取り上げられなくなった。）
代替医療研究家のリチャード・ガーバー（医学博士）は著述で聖書での手をかざして治療を行う手当て療法、中国の気功や鍼やヒンドゥー教でのプラーナ、近代ではエーテル体（19世紀の近代神智学の神秘家ブラヴァツキー夫人などによる）、動物磁気（18世紀、ドイツの医学者フランツ・アントン・メスメルなどによる）、ホメオパシーとの関連を指摘している。これらの概念の系譜の中に、現代のオカルトや代替医療における「波動」を位置付けることができる。

## 20世紀以降

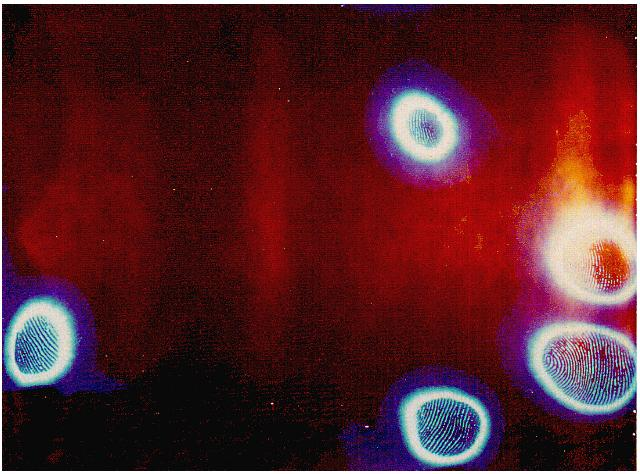
キルリアン写真で撮影された手。指先がコロナ放電している。

20世紀にこの分野に興味をもった科学者も多い。生体エネルギーや波動を操作することで治療するという「ラジオニクス」を発明した、アルバート・エイブラムス（Dr.Albert Abrams　1865-1924）は医師である。ラジオニクスでは微細なエネルギーを患者に送り返すことができると考えるものがいる。また、イギリスのジョージ・デ・ラ・ウォー（George De La Warr 1904-1969）は、ラジオニクスを利用したカメラを製作し、未来の写真と主張するものを残している。
精神分析家のヴィルヘルム・ライヒの唱えたオルゴンというエネルギーが波動であるとして、代替医療に用いられる場合がある。これは性エネルギーと関連があるとされ、病気治療に有効であると考えられた。ライヒはオルゴンエネルギーが空間や生物・無生物に脈動していることを確認したという。ライヒはジークムント・フロイトの分析法を応用し、肉体の中のオルゴンエネルギーを自然な流れにするための物理療法を開発した。他にもエネルギーが波動であるとする代替医療は様々に存在する。
1940年代には、ロシアのセミョーン・キルリアンが電場で生物を撮影することに成功した。これは一般にキルリアン写真と呼ばれる。さらに、葉っぱを切断してから撮影しても葉っぱの全体像が写るという「ファントム・リーフ」の現象も確認されている。なんらかのエネルギー場が残っているとも考えられた。
機械論的世界観は分子や原子といった微細な物質のメカニズムを解明してきたが、それでも慢性的な疾患に対して対症療法的な医療しか行うことができなかった。薬剤や手術を用いずに治すということにはつながらなかった。電場や磁場など単に物質だけでは考えられないエネルギー場も発見されていった。
こうした流れの中で1960年代のヒッピー、1970年代後半からのニューエイジといった運動の中で取り上げられるようになった。20世紀後半は、スピリチュアリティや代替医療によるエーテルや気といった概念に再び関心が集まっていった。
20世紀後半には、電気や磁気や音を計測する機器の発達に伴って計測も行われた。
1950年代には、ドイツのフォル（de:Reinhold Voll）によってEAV(Electroacupuncture According to Voll、フォルによる電気鍼)が開発された。患者の経穴（ツボ）に電気を流して抵抗値を測る機器である。また、1989年にアメリカのウェインストック（Ronald J. Weinstock）によってMRA(Magnetic Resonance Analyzer、共鳴磁場分析器)が開発された。人体などの固有振動を分析するというMRAは、『水からの伝言』の著者・江本勝により日本に持ち込まれ、「波動測定器」として使われる様になった。
こうした機器によって波動の強弱を測定した飲食品や商品が代替医療に用いられる場合がある。しかし、効果の実証はなく、薬事法違反で関係者が告発されて逮捕された事件や、民事訴訟されたケースもある。前述のMRAは内部の回路は何ら測定・解析に関係ないものであることが判明している。現在、日本において科学的証明やエビデンスに基づかない効能を謳った商品などの販売は不当景品類及び不当表示防止法に抵触する。
波動という概念を元にしたホメオパシーは、統計によってプラセボと同等であったため、効果がないと報告されている。
1995年には、波動測定器の関係者によってサトルエネルギー学会が設立されている。学会という名前がついてはいるが、実際のところは、MRAなどの機器販売関係者による互助会である。